# Рене Том
Рене Том (фр. René Frédéric Thom; 2. септембар 1923 — 25. октобар 2002) је био француски математичар, који се бавио топологијом. Познат је као утемељивач теорије катастрофа. Добитник је Филдсове медаље.